# جسر سليمان القانوني في إسطنبول
جسر السلطان سليمان القانوني في إسطنبول، يعرف أيضًا باسم جسر بيوك جكمجة، هو جسر حجري مقوس يقع في منطقة بيوك جكمجة، على بعد 36 كم غرب وسط إسطنبول في تركيا، على الجانب الأوروبي من اسطنبول، البوسفور.
يبلغ طول هذا الجسر 636 متراً وعرضه فهو 7.17 متراً، ولقد تم بناء هذا الجسر زمن السلطان سليمان القانوني من قبل المهندس المعماري معمار سنان، وقد تم بناؤه لتسهيل التنقل وعبور المياه وقد اكتمل بناء هذا الجسر في عام 1567 بعد أن كان السلطان سليمان قد توفي
يتألف الجسر من 28 جسراً وينقسم إلى أربعة أقسام بوجود ثلاث جزر ضحلة على طوله.